# Gwiazda Marszałkowska

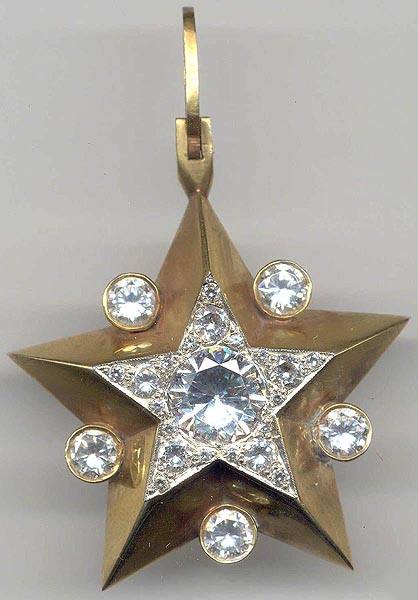
Gwiazda Marszałkowska (Wielka)

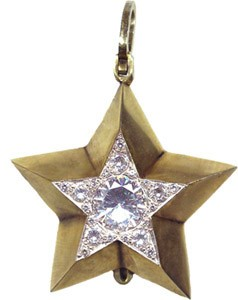
Gwiazda Marszałkowska (Mała)

Gwiazda Marszałkowska (ros. Маршальская звeздa, trb. Marszalskaja zwezda) – odznaka nadawana w dawnym ZSRR i obecnie w Federacji Rosyjskiej jako atrybut godności marszałka wojsk lub admirała, odpowiednik laski marszałkowskiej lub buławy w armiach innych państw.

## Historia i insygnium
Odznaka została ustanowiona 2 września 1940 przez Radę Najwyższą ZSRR, jednocześnie z mianowaniem przez Stalina paru nowych marszałków. Stalin być może zasugerował się działaniami Hitlera, który w roku zwycięstwa nad Francją szczodrze rozdawał godności feldmarszałków i laski marszałkowskie swoim generałom. W dawnym Imperium Rosyjskim, zgodnie z tradycją rosyjską, nie używano lasek marszałkowskich, a więc w ZSRR stworzono coś zupełnie nowego w formie gwiazdy.
Odznaka przysługiwała od 1940 marszałkom Związku Radzieckiego i od 1955 również admirałom floty. Istniały dwie odmiany: Wielka i Mała Gwiazda.
Insygnium odznaki (Wielka Gwiazda) to wykonana ze szczerego złota gwiazda pięciopromienna o średnicy 44,5 mm, w której środku umieszczona jest na awersie jeszcze jedna gwiazda tego samego modelu, wykonana w platynie, z brylantem 3,06-karatowym w środku, pokryta 25 brylantami, razem 1,25 karatów. Między wszystkimi promieniami gwiazdy umieszczone były większe brylanty, o wielkości 3,06 karatów. Rewers gwiazdy był gładki.
Przysługująca m.in. generałom armii i zwykłym admirałom nieco skromniejsza Mała Gwiazda miała średnicę 42 mm. Ogólnym wyglądem przypominała Wielką Gwiazdę. Brylant w środku platynowej gwiazdy miał 2,04 karatów, 25 małych brylantów okalających go, o wielkości 0,91 karatów. Mała Gwiazda nie miała brylantów między promieniami awersu. Rewers był gładki.
Obie gwiazdy były noszone na szyi i zakładane tylko do paradnego munduru. Od 1940 do końca istnienia państwa sowieckiego wykonano ok. 200 gwiazd wielkich i 370 małych. Ze względu na drogocenne materiały, po śmierci odznaczonego gwiazdy podlegały zwrotowi do Skarbca Państwowego na Kremlu w Moskwie.